# Янгонский зоопарк
Янгонский зоопарк (бирм.  ရန်ကုန် တိရိစ္ဆာန် ဥယျာဉ်; англ. Yangon Zoological Gardens) — зоологический парк в крупнейшем городе Мьянмы Янгоне. Старейший зоопарк Мьянмы.

## Описание
Янгонский зоопарк — старейший и второй по величине зоопарк в Мьянме. Парк отдыха площадью 28 га, расположенный к северу от центра Янгона, недалеко от озера Кандоджи, также включает в себя Музей естественной истории, аквариум и парк развлечений. Зоопарк, в котором собрано около 200 видов 1 100 животных, ежегодно привлекает почти 2,2 миллиона посетителей. До апреля 2011 года зоопарк находился в ведении Департамента лесного хозяйства Министерства лесного хозяйства. В настоящее время находится в ведении частной фирмы.

## История
Первая коллекция диких животных в Янгоне появилась в 1882 году в музее колониального чиновника, писателя и офицера британской армии Фэра, который находился на месте нынешнего Центрального госпиталя Янгона. Строительство зоопарка началось у Королевского озера (озеро Кандоджи) в 1901 году. Созданный зоологический сад площадью 17 га был открыт как Мемориальный парк и зоологический сад Виктории в честь королевы Виктории. Главной достопримечательностью на открытии был белый слон последнего короля Бирмы Тибо Мина, которого британцы сослали в Индию в 1885 году. В 1908 году был принят Закон о мемориальном парке и зоологических садах Виктории, придавший учреждению официальный статус.
Во время Второй мировой войны зоопарк был разорён и разграблен. В 1951 году бирманское правительство изменило название на «Зоологические сады и парки Рангуна». В 1962 году площадь зоопарка была увеличена до нынешнего размера в 28,02 га. Расширенный комплекс включил Музей естественной истории (открыт 4 мая 1966), парка развлечений (открыт 7 октября 1997) и аквариума (открыт 1 октября 1998).
В 2003—2006 годах была проведена реконструкция.
Большое количество животных из Янгонского зоопарка, в том числе слоны, обезьяны, носороги и медведи, были переселены в зоопарк Нейпьидо в феврале 2008 года.

## Галерея

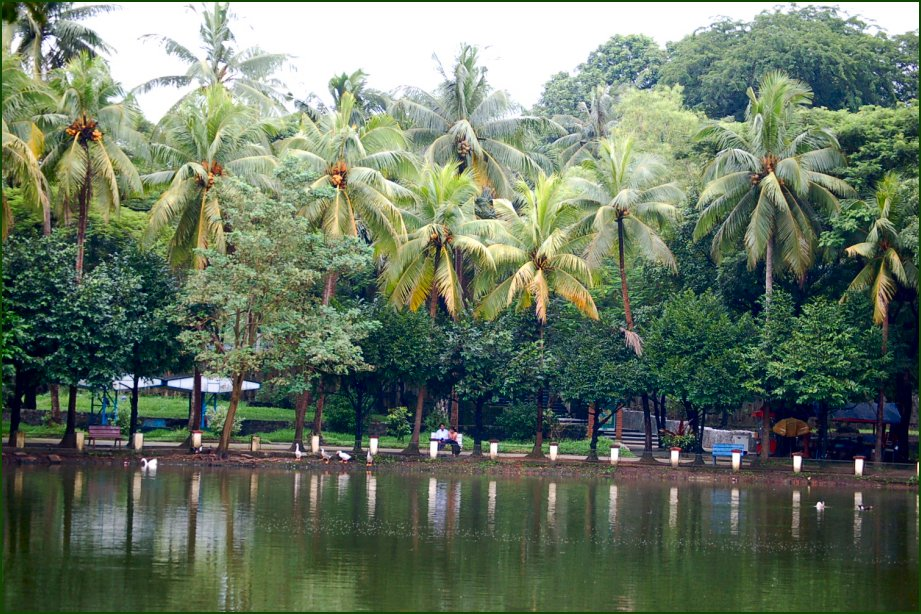
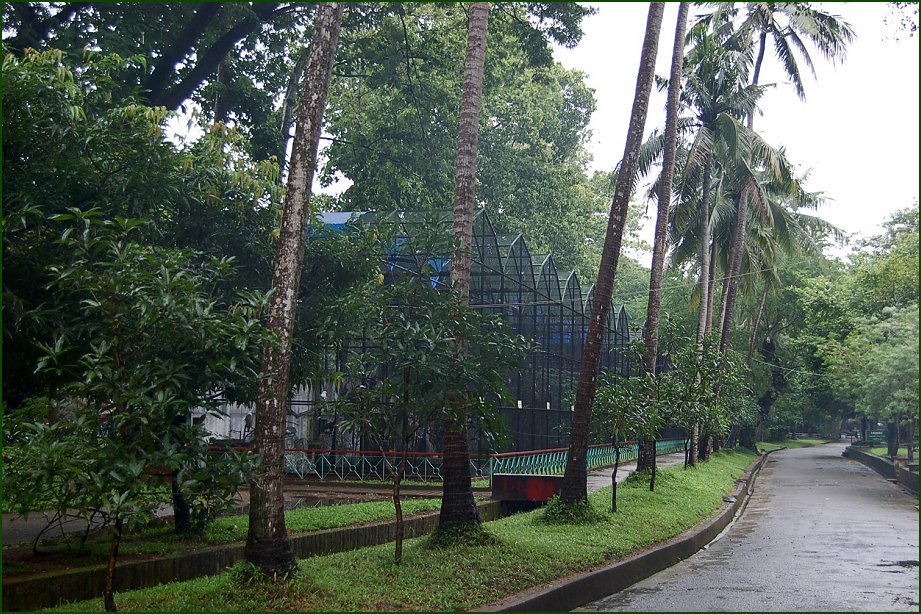
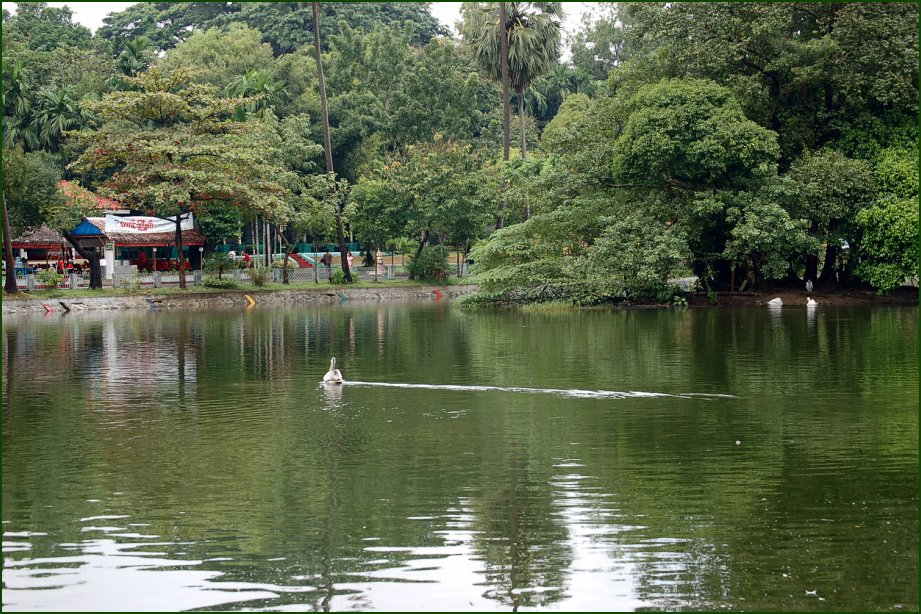